# August Nathanael Grischow
August Nathanael Grischow (em russo:  Августин Нафанаил Гришов; Berlim, 29 de setembro de 1726 – São Petersburgo, 4 de junho de 1760) foi um matemático e astrônomo alemão.

## Formação e carreira
Filho do matemático e meteorologista Augustin Grischow. August Nathanael Grischow estdou a ciência de seu pai sob sua tutela e seguiu então viagem para continuar sua formação em astronomia. De 1745 a 1749 foi diretor do antigo Observatório de Berlim. Em 1749 tornou-se membro da Academia de Ciências da Prússia no lugar de seu então falecido pai. Em 1750 tornou-se professor de óptica na Universidade de Artes de Berlim. Já em 1751 desistiu do cargo para se tornar professor de astronomia e membro da Academia de Ciências da Rússia em São Petersburgo. Lá, lidou principalmente com a teoria da paralaxe dos corpos celestes, especialmente a Lua. Em 1749 tornou-se membro correspondente da Académie des Sciences em Paris.

## Publicações
- Methodus investigandi parallaxin lunae et planetarum.
- Observationes circa longitudinem penduli simplices institutae. 1760